# Gustav Karsten
Gustav Karsten (Berlino, 24 novembre 1820 – Kiel, 16 marzo 1900) è stato un fisico tedesco.
Studiò matematica e scienze naturali a Berlino. Nel 1847 divenne insegnante di mineralogia e fisica all'Università di Kiel. 
Dal 1867 al 1872 fu membro della Camera dei Rappresentanti della Prussia e nel 1877 fu eletto al Reichstadt tedesco per il partito progressista, mantenendo la carica fino al 1881.  
Autore del libro Lehrgang der mechanischen Naturlehre (1849-1853), lavorò ad una riforma dei sistemi di peso e misura. 
Era fratello del botanico e geologo Hermann Karsten.

## Altre opere
- Untersuchungen über das Verhalten der Auflösungen des Reinen in Wasser, Berlino 1846
- Denkschrift über den großen norddeutschen Kanal, Kiel 1865
- Beiträge zur Landeskunde der Herzogtümer Schleswig und Holstein, 2ª ed. Berlino 1872